# Phú Đông, Tân Phú Đông
Phú Đông là một xã thuộc huyện Tân Phú Đông, tỉnh Tiền Giang, Việt Nam.

## Địa lý
Xã Phú Đông nằm trên cù lao Lợi Quan, có vị trí địa lý:
- Phía đông giáp xã Phú Tân
- Phía tây giáp xã Phú Thạnh
- Phía nam giáp xã Tân Thạnh
- Phía bắc giáp huyện Gò Công Đông.

Xã có diện tích 29,18 km², dân số năm 1999 là 5.527 người, mật độ dân số đạt 201 người/km².

## Lịch sử
Sau năm 1975, Phú Đông là một xã thuộc huyện Gò Công cũ.
Ngày 13 tháng 4 năm 1979, Hội đồng Chính phủ ban hành Quyết định số 155-CP. Theo đó, chia huyện Gò Công thành hai huyện Gò Công Đông và Gò Công Tây, xã Phú Đông thuộc huyện Gò Công Đông.
Ngày 9 tháng 3 năm 1992, tách một phần diện tích và dân số của xã Phú Đông để thành lập xã Phú Tân thuộc huyện Gò Công Đông.
Ngày 21 tháng 1 năm 2008, xã Phú Đông chuyển sang trực thuộc huyện Tân Phú Đông mới thành lập.